# Jens Peter Meincke
Jens Peter Meincke (* 22. Oktober 1935 in Hamburg) ist ein deutscher Jurist und Hochschullehrer.

## Leben
Meincke war nach der Promotion 1963 an der Universität Hamburg zum Dr. iur. und der Habilitation 1972 in Hamburg als Privatdozent tätig sowie als Gastdozent in Southampton/Großbritannien. Nach Lehrstuhlvertretungen in Münster und Freiburg i.Br. wurde er 1975 an die Universität zu Köln als Professor für Bürgerliches Recht und Römisches Recht berufen wurde; 1978 erhielt er den dortigen Lehrstuhl für Bürgerliches Recht, Römisches Recht und Steuerrecht. Gastprofessuren übernahm er in den 80er Jahren an der Law School der Universität Kalifornien/USA und 1985 an verschiedenen Universitäten der Republik Südafrika. Zum Sommersemester 2001 wurde er emeritiert.
1996/97 war Meincke Dekan der Rechtswissenschaftlichen Fakultät; zwischen 1997 und 2001 fungierte er als Rektor der Universität zu Köln, ab 1999 auch als Vorsitzender der Landesrektorenkonferenz der 15 Universitäten in NRW.

## Schriften (Auswahl)
- Das Recht der Nachlassbewertung im BGB. Frankfurt am Main 1973, ISBN 3-7610-6158-7.
- Hat das Wohnraummietrecht eine Zukunft?. Köln 1996, ISBN 3-504-65008-7.
- Erbschaftsteuer- und Schenkungsteuergesetz. Kommentar. München 2012, ISBN 3-406-63240-8.
- Römisches Privatrecht. Nomos, 5. Auflage, 2023, ISBN 978-3-7560-1215-2.